# Playoff desempate
Um playoff desempate (one-game playoff ou pennant playoff) é um tipo de decisão em certos esportes profissionais americanos, para determinar qual de duas equipes, empatadas na classificação final, se qualificará para um torneio de pós-temporada. Tal playoff pode ser um único jogo ou uma série curta (como melhor-de-três).
Ele é distinguido do uso mais geral do termo "playoff", que se refere ao torneio de pós-temporada em si.

## Major League Baseball
Na Major League Baseball, times que têm a mesma marca ao fim da temporada devem jogar uma partida decisiva para determinar o campeão.
Playoffs desempate de um jogo são atualmente usados na MLB. Enquanto a Liga Americana sempre usou o playoff de um jogo, a Liga Nacional usou um playoff de três jogos até 1969. Houve seis playoffs desempate de um jogo e quatro playoffs desempate de três jogos na história do beisebol. Eles são oficialmente considerados parte da temporada regular e incluídos na classificação.

### História
Até o advento do jogo divisional em 1969, os times empatados jogavam um playoff melhor-de-três na Liga Nacional e um playoff único na Liga Americana para determinar o vencedor da flâmula e sua ida para a Série Mundial. Começando com os jogos divisionais em 1969, isso foi mudado para um simples playoff de um jogo. A vantagem do mando de campo era decidida no cara ou coroa. No caso dos playoffs melhor-de-três da NL (pré-1969), o vencedor da moeda podia escolher sediar o primeiro jogo ou os dois últimos. O sistema de repescagem (wild card), que começou em 1995, fez desnecessário manter um playoff único se ambos os times se classificaram à pós-temporada, e a única coisa em dúvida é a sede do playoff (quando os desempates são usados). Entretanto, playoffs desempate ainda são possíveis, como demonstrado muitas vezes nos anos 1990.
Se múltiplas equipes terminarem empatadas ao fim da temporada regular, e se só uma delas puder avançar, as regras atualmente requerem um playoff de um jogo para determinar que equipe avança. Este "playoff de um jogo" é na verdade parte da temporada regular, não da pós-temporada. Todas as estatísticas desse jogo extra contam como parte dos números da temporada regular.
Por causa da finalidade total dele, tal jogo ou série de playoff muitas vezes tem quase o mesmo componente dramático de um Jogo 7 da Série Mundial, ou um jogo final de qualquer série de pós-temporada.
Na MLB, com a temporada regular tendo bem mais que 100 jogos por muito tempo (162 desde 1961), a probabilidade de dois times terminando em um empate exato é razoavelmente pequena, e tem sido uma ocorrência relativamente rara. Ainda assim, a proximidade de muitas corridas pela flâmula tem freqüentemente apresentado pelo menos a "possibilidade" de um empate.
Até a temporada 2006, houve 10 playoffs de liga, divisão ou repescagem. As regras da Liga Nacional chamavam por uma série de playoff no formato melhor-de-3, enquanto as regras da Liga Americana intimavam por um jogo único. Com o advento dos jogos divisionais e a necessidade de um horário de televisão na pós-temporada mais estrito, as regras foram unificadas em 1969, e agora qualquer playoff desempate exigido é a rigor um assunto de um jogo só, no dia após que temporada regular está marcada para acabar.

### Exceções notáveis
Tal playoff só é usado se dois times estão empatados por uma única vaga na pós-temporada. Em três ocasiões na Major League, dois times terminaram empatados, mas porque as marcas de cada time os qualificaria para a repescagem, o playoff decisivo foi desnecessário, e o time superior no confronto direto foi premiado com o título da divisão, com o outro time dado a repescagem (4# distribuição). Em 2001, Houston Astros e St. Louis Cardinals empataram pelo primeiro lugar na Liga Nacional Central com a marca de 93-69, e o Astros ganharam a divisão. Em 2005, New York Yankees e Boston Red Sox terminaram 95-67 na Liga Americana Leste, com o Yankees sendo melhor no confronto direto. Em 2006, San Diego Padres e Los Angeles Dodgers terminaram empatados com marcas de 88-74 e o Padres levou a divisão.
Ocasionalmente, algumas disputas verão uma equipe sendo forçada a cancelar uma partida devido a chuva. Se a partida cancelada causar que uma equipe termine meio-jogo na frente ou atrás na divisão (i.e., uma vitória ou derrota a mais que a outra equipe, mas um montante igual na outra categoria) aquela partida deve ser feita antes que qualquer jogo de playoff possa acontecer. Assumindo que nenhuma outra data conveniente é possível, o jogo ocorreria no dia após o fim da temporada regular. Um jogo de playoff em potencial seria jogado no dia depois, tipicamente o dia que em que se planeja que a pós-temporada comece. Este cenário nunca aconteceu na história do beisebol. Um exemplo notável do cenário sendo possível foi a disputa na Liga Nacional Central de 2006 entre Cardinals e Astros. Por causa de um jogo atrasado devido à chuva em setembro entre Cardinals e San Francisco Giants, foi possível que esse jogo fosse feito na segunda-feira após o fim da temporada, com um potencial playoff Cardinals vs. Astros sendo agendado para aquela terça. Em vez disso, uma derrota do Astros no último dia da temporada deu a divisão para o Cardinals, causando que nenhum jogo fosse necessário.
O jogo de encerramento de temporada entre Chicago Cubs e New York Giants no Polo Grounds em 8 de outubro de 1908, no qual o Cubs prevaleceu por 4 a 2, às vezes é chamado como "playoff". Embora ele tivesse aquele efeito, foi na verdade um jogo composto necessário por um jogo empatado em 23 de setembro, no qual um engano no corrimento de base pelo jovem jogador do Giants Fred Merkle custou aos Giants a vitória.

### Histórico dos jogos
Times como vantagem de mando de campo estão em negrito.

#### Liga Americana
| Ano  | Título     | Time Vencedor     | Time Perdedor     | Placar |
| ---- | ---------- | ----------------- | ----------------- | ------ |
| 1948 | AL flâmula | Cleveland Indians | Boston Red Sox    | 8-3    |
| 1978 | AL Leste   | Boston Red Sox    | New York Yankees  | 3-2    |
| 1995 | AL Oeste   | Seattle Mariners  | California Angels | 9-1    |

#### Liga Nacional

##### Playoffs de um jogo
| Ano  | Título        | Time Vencedor  | Time Perdedor        | Placar |
| ---- | ------------- | -------------- | -------------------- | ------ |
| 1980 | NL Oeste      | Houston Astros | Los Angeles Dodgers  | 7-1    |
| 1998 | NL repescagem | Chicago Cubs   | San Francisco Giants | 5-3    |
| 1999 | NL repescagem | New York Mets  | Cincinnati Reds      | 5-0    |

##### Playoffs de três jogos
| Ano  | Título     | Time Vencedor        | Time Perdedor       | Placar         |
| ---- | ---------- | -------------------- | ------------------- | -------------- |
| 1946 | NL flâmula | St. Louis Cardinals  | Brooklyn Dodgers    | 4-2, 8-4       |
| 1951 | NL flâmula | New York Giants      | Brooklyn Dodgers    | 3-1, 0-10, 5-4 |
| 1959 | NL flâmula | Los Angeles Dodgers  | Milwaukee Braves    | 3-2, 6-5 (12)  |
| 1962 | NL flâmula | San Francisco Giants | Los Angeles Dodgers | 8-0, 7-8, 6-4  |